# 張献忠
張 献忠（ちょう けんちゅう、1606年9月18日 - 1647年1月2日）は、明末の農民反乱の指導者。字は秉吾、号は敬軒。

## 生涯
延綏鎮柳樹澗堡（現在の陝西省楡林市定辺県郝灘鎮劉渠村）の出身。もとは軍籍にあったが法を犯して除籍された。崇禎3年（1630年）に王嘉胤が反乱を起こすと、米脂県にいた張献忠はこれに呼応し八大王を自称した。間もなく高迎祥の下に投じて東方へ進出し、山西・河南を転戦した。
後に李自成との反目から高迎祥の敗死を招くも、黄河流域へ進んだ李自成と袂を分かち長江流域へ攻め込み湖南・江西から四川に侵入して独立勢力を形成した。崇禎10年（1637年）には明軍の総兵官の秦良玉の部隊の攻撃により張献忠の軍は大きな損害を受け本人も負傷した。
一時は官軍に降り、崇禎11年（1638年）には襄陽府穀城県の副将となり王家河に駐屯したものの、崇禎12年（1639年）に再度明朝に対して反旗を掲げ四川省との境界付近を転戦した。崇禎14年（1641年）に襄陽を破り襄王朱翊銘を殺し、1643年に武昌を拠点として「大西王」を称した。
四川に入った張献忠軍は崇禎17年（1644年）8月9日に成都府を陥落させ、四川巡撫の龍文光・蜀王朱至澍、その妃らはすべて自決した。張献忠は60万の大軍を称して四川省の大半を制し、8月15日には成都府に拠って大西皇帝を称し、大順に改元して成都を西京とした。大西政権は明朝の残存勢力も併呑し、明朝の官制に擬した官僚組織を有するようになった。この頃、布教のため四川に来ていたイエズス会宣教師のルイス・ブーリオ（Louis Buglio、漢名：利類思）とガブリエル・デ・マガリャンイス（Gabriel de Magalhães、漢名：安文思）が張献忠の傘下に入った。張献忠は以前より四川を離れることを考えていたが、陝西に移動するためには軍事的要衝である漢中の占領が必要であった。順治2年（1645年）には少なくとも二度にわたり、漢中の攻略を試みたが、当時漢中を占拠していた清軍にその都度敗れた。これを契機に張献忠が実行した政権内部の締め付けの強化は大変な抵抗を招き、四川各地で張献忠に対する反乱が勃発した。こうした反乱は政権の内部崩壊につながり、政権上層部の多くの者たちが張献忠により殺害されることになった。
李自成を滅ぼして勢いに乗る清軍の圧迫を受けて順治3年（1646年）8月4日張献忠は四川を放棄し、陝西に向かうため、西京を離れたが、陝西に出ることなく、10月20日に塩亭県鳳凰山で粛親王ホーゲ（豪格）の軍勢と交戦中に射殺された。西京を離れた時に700人ほどだった大西軍はこの時わずか25人にまで減っていた。なお残党は張献忠の死後も抵抗を続け、順治16年（1659年）に重慶が陥落するまで清軍への抵抗を続けた。

## 四川での大虐殺（屠蜀）
多くの記録で張献忠は残酷な殺戮を好み、「屠蜀」もしくは「屠川」と呼ばれる無差別殺戮により、四川の人口を著しく減じたとされている。1578年（万暦6年）に人口310万2073人 だった四川は、1685年（康熙24年）には1万8090人となった。このため清朝の前半、1671年から1776年までの間にかけて湖北省・湖南省・広東省などからの移民数百万人が四川省へと移民した（湖広填四川）。現在の四川人の方言（西南官話）が北京普通話に近いのもこの時の張献忠による四川人殲滅殺戮によって古代四川人が壊滅したことが大きいとされる。
歴史学者の浅見雅一は張献忠に関する史料はほとんど後代の物であることを指摘し、同時代史料として次の物を挙げている。
- 張献忠に仕え、大西政権の崩壊までを目撃したイエズス会宣教師ガブリエル・デ・マガリャンイスがローマに書き送った1647年5月18日付の『四川省とキリスト教会が破壊され、失われたことについて、そして、その地でルイス・ブリオとガブリエル・デ・マガリャンエスが囚われの身になったことについての報告』[6]
- 成都の大慈寺における大虐殺の生存者であるとされる欧陽直が著した『欧陽氏遺書』[7]
- 1642年5歳のときに華陽県令として赴任した父の沈雲祚ともに四川にやって来て、体験したことを元に沈荀蔚が著した『蜀難叙略』

中国側の史料は清朝にとって不都合な事実や清朝を批判するようなことを記していないという批判を避けられないため、浅見はそうした心配の当たらないマガリャンイスの報告書を元に、中国側の同時代史料や他の史料を比較検討した結果、以下の結論を得た。
マガリャンイスの報告書は事実経過を述べるに当たり、非常に正確であること。『欧陽氏遺書』は事実経過について断片的であるがかなり正確なこと。『紀事略』は日時の記載にいくらか誤りがあるが、割合に信憑性があり、欧陽直と似た立場の者が著したと考えられること。『蜀記』については日時がほとんど誤っていて、事実経過も多く誤っているが、一部『欧陽氏遺書』以上に詳細に述べられており、それがマガリャンイスの報告書と一致することから、張献忠に近い立場であった者が著した可能性が高いこと。
「屠蜀」が事実であるかについては、実際にかなりの規模で行われたことは間違いなく、四川侵攻時における破壊、大西政権内部の反乱に対する鎮圧、四川を離れて陝西に向かう際の組織的虐殺の三段階に分類できると述べている。大虐殺を可能にした要因としては大西政権の成立時には張献忠はかなりの支持を獲得しており、それゆえに統治機構が整備されたことを挙げている。

### マガリャンイスの報告書
以下にマガリャンイスの報告書に述べられている虐殺に関する記述を抜粋する。
「暴君はすぐさま、あの大きく、人口の多い都市（成都）を元々住んでいた人達のいない無人の孤立した状態に変えてしまった。まわりを囲むように流れていた河は朱く染められ、あたかも水ではなく血のようであった。その上、死体で満ちていたので、海に注ぐ、とても水量の多い河にもかかわらず、何日にもわたって航行することが不可能だった。河に隣接した都市や町はこのような残虐ぶりに恐れおののき、その理由を理解することができなかった。」
「注目すべきはこの暴君が官吏及び彼らに関する様々な事柄と、生員の称号に関する全ての事柄に対して持っていた憎悪である。この継母のような邪悪な心を満たすために、彼は公の布告により、次のごとく命令した。彼が総合的な試験をして、彼の宮廷と王国を支配する人々を選びたいので、試験を受けている、任官しているを問わず全ての挙人と、全ての生員は首都の宮廷にくるべしと。これらの人々はこの件に魅惑され、官吏の誉れに対して貪欲であったので、この暴君が知識人に対して行った処刑と残虐な行為を承知してはいたが、全員が彼に服従し、夢中になった。しかし、彼は毛筆のかわりに刀を、墨のかわりに彼らの血を与えた。彼らに対する不信から彼らを間違った思想の持ち主と呼び、唯の一人も容赦せず、総勢一万三千人を斬首した。」
「暴君は自分の全ての軍隊を率いて出発し、大人も子供も、少年も老人も殺した。彼は都市や町や村を焼き尽くし、その結果、全てが灰燼に帰し、唯の一軒も残らなかった。」
「一年後、我々がタタール人と一緒に戻ってきたとき、四川省の多くの土地を歩いてみたところ、そこはかつて人が居住していた土地ではなく、すでに野生の森林であり、人間というより虎や他の猛獣の棲家がふさわしいように思われた。」

### 『蜀碧』での記録
献忠の反乱を記録した『蜀碧』によれば、献忠は「四川の人間はまだ死に尽くしておらぬのか。おれが手にいれたのだから、おれが滅ぼしてしまうのだ。ただのひとりでも他人のために残しておきはせぬぞ」と宣言したとされ、また何もすることがなかったある夜に、突然「今夜は誰も殺すべき奴はおらんのか」といいだし、妻、愛妾数十人、子供も殺した。
献忠の虐殺方法には以下があった。
- 匏奴（ほうど） - 手足切断。
- 辺地（へんち、邊地） - 背筋で真二つに斬る。
- 雪鰍（せっしゅう） - 空中で背中を槍で突き通す。
- 貫戯（かんぎ、貫戲） - 子供たちを火の城で囲んで炙り殺す。

### 七殺碑
「屠蜀」に関しては清代より様々な言い伝えがなされており、「七殺碑」なるものを成都市内に建ててその前で大勢の人を殺したという逸話が有名である。しかし、歴史学者からは同時代の史料には出てこない信憑性に欠ける逸話であると見なされている。

## インターネット文化
2021年ごろから、中国のインターネットでは「献忠学」というワードが無差別殺人を指すインターネット・ミームとして使われるようになった。2021年6月ごろには中国において無差別殺人事件が多発し、その多くが社会に報復することを目的としたものであったことから、上述の屠蜀のエピソードと関連して、これらは「献忠事件」と呼ばれるようになった。中国のネチズンの一部は、張献忠を無差別殺人によって社会に抵抗する下層市民の英雄とみなし、「献忠したい気持ちが高まっている」という風に無差別殺人をほのめかす者さえいるという。中国政府はこのミームを危険なものとみなし、他の中国のインターネットミーム（寝そべり族など）と同様に厳しい検閲の対象としている。
フリーライターの安田峰俊は、2024年6月に発生した蘇州日本人学校スクールバス襲撃事件や、同年9月に発生した深圳日本人男児刺殺事件といった日本人へのヘイト無差別殺人事件についても、この献忠ミームの影響を受けたものであると述べ、中国インターネットで蔓延する反日感情や日本人学校陰謀論などの反日コンテンツを踏まえ、『どうせ「献忠」をやるならば、ネットでバズっている日本人学校の子どもを狙おうという変質者の動機づけが生まれやすい社会になっている。』と評している。

## 参照元
1. 1 2 3 4  浅見雅一、「教会史料を通してみた張献忠の四川支配」『史学』 1990年 59巻 2/3巻 p.49-91, 三田史学会
2. ↑  『明会要』50巻
3. ↑  嘉慶『四川道志』巻十七
4. ↑  『紫禁城の栄光』講談社学術文庫
5. ↑  『新訂 中国語概論』大修館書店
6. ↑  Gabriel de Magalhāes（安文思）,Archivum Romanum Societatis Iesu,Jap.Sin.127,ff.1-35.Relação da perda e destruição da Provincia e Christandade de Sù chuēn,e do que os Padres Lus Bulhio,e Gabriel de Magalhães passarão em seu captivero.（ローマ・イエズス会文書館所蔵）
7. ↑  『蜀碧』巻三による
8. ↑  Jap.Sin.127,ff.11.
9. ↑  Jap.Sin.127,ff.12v.
10. 1 2  Jap.Sin.127,ff.15.
11. 1 2  「蜀碧」『蜀碧・嘉定屠城紀略・揚州十日記』平凡社
12. ↑  “多起隨機傷人事件後，網絡迷因「張獻忠」為何被全網封殺？ | 端傳媒 Initium Media” (中国語). theinitium.com (2021年6月22日). 2024年10月2日閲覧。
13. ↑  胡不归「从“加速”、“躺平”到“献忠学”：在审查系统下一个个消失的政治黑话」『Wainao』（ラジオ・フリー・アジア）2021年7月16日。2024年10月6日閲覧。
14. ↑  安田峰俊 (2024年9月26日). “《深圳・日本人学校10歳男児死亡事件》中国政府発表を肯定する父親の「感動の手紙」仰天背景”. 文春オンライン 2024年10月6日閲覧。